# Mateo de Medina
Eustaquio Mateo de Medina y Moreno, conocido como Mateo de Medina (Jaén, 20 de septiembre de 1741 - ibidem, 5 de septiembre de 1813), escultor y entallador español.

## Biografía
Hijo del escultor José de Medina, su hermano Juan Antonio de Medina fue escultor en Málaga. Trabajó en la Catedral de Jaén, en Lucena y en la Catedral de Toledo.
El 22 de febrero de 1787, realizó las pruebas de acceso a la Real Academia de Bellas Artes de San Fernando, siendo nombrado académico de mérito el 7 de diciembre de 1788. Fue director interino de Perspectiva desde 1805 hasta su fallecimiento. También fue socio de mérito de la Real Sociedad Económica Matritense de Amigos del País. Se trasladó a Lucena, donde se casó. Desarrolló su labor artística fundamentalmente en Jaén y en Lucena, como escultor y maestro de arquitectura.

## Obras
- Santa María Magdalena, que acompaña al Cristo de la Clemencia de la Cofradía de la Clemencia, Iglesia de Santa María Magdalena, Jaén. Fue restaurada tras la Guerra Civil.
- Dolorosa para la iglesia de Santa María Magdalena, Jaén, destruida en 1936.
- Retablo de la Iglesia de San Andrés, Jaén.
- Capilla de los Reyes Nuevos, catedral de Toledo, 1788.
- Retablo mayor, capilla de los Reyes Nuevos, catedral de Toledo, 1805.
- Imagen del retablo de San José del Gremio de los Carpinteros, iglesia de los padres jesuitas, Toledo, 1759.
- Ornato de la Casa de Excmo. Señor Marqués de Valmediano. Descripción de los ornatos públicos con que la Corte de Madrid ha solemnizado la feliz exaltación al trono de los reyes Carlos IIII y Doña Luisa de Borbón, y la jura de Don Fernando, príncipe de Asturias, Madrid, 1789. En la Biblioteca Nacional se conserva una estampa grabada por Francisco de Paula Martí y diseñada por Mateo de Medina con el ornato de la casa del marqués de Valmediano, uno de los que se hicieron con motivo de la subida al trono del rey Carlos IV.
- 5 dibujos de proyectos para la iglesia parroquial de Bacarissas, Manresa, 1793.
- Dolorosa Servita, Lucena, 1783.[2]